# 上野由加里
上野 由加里（うわの ゆかり、1982年5月2日 - ）は、日本のフリーアナウンサー。
青森県八戸市出身。身長167cm。血液型はO型。

## 略歴
青森県立八戸高等学校→津田塾大学卒業。大学在学中の2003年には「ミスねぶた」でグランプリに選ばれたことがある。
2005年に青森放送入社。同期入社は、菅原厚と永井まどか（現在はフリー）。2013年3月21日、「第34回NNSアナウンス大賞」ラジオ部門大賞を受賞。
音楽は洋楽が好きで、メインパーソナリティを務める『kira-kira☆ Yuka-Rhythm』は洋楽専門番組となっていた。
2018年3月28日のGO!GO!らじ丸にて、3月末でRABを退社し、青森県を離れる事を発表した。
その後フリーアナウンサーとなり、北海道札幌市へ転居。2018年10月6日より、STVラジオで洋楽番組を開始、2019年9月限りで家族との生活を優先するためSTVを離れた。

## 現在の出演番組
- 石川和男のエネルギーファーストステップ

## 過去の出演番組

### RABテレビ
- 東奥日報ニュース（不定期）
- RABニュースレーダー（月・火曜の天気。MCの秋山博子不在の時はニュースも担当）
- あの瞬 RABテレビが伝えた青森（ナレーション、不定期）
- @なまてれ
- Eメッセージ
- Luxeなひと時

### RABラジオ
- GO!GO!らじ丸
- RABニュースレーダー
- kira-kira☆ユカリズム-ナイターオフシーズン（「ユカリズム」自体は独立番組時代から放送）
- Brunch Time
- RAB 月曜夜話
- チャージアップ
- 今日も!あさぷり
- リデアでモーター・ホビー買取りまSHOW!

### STV
- playlist（STVラジオ、2018年10月6日 - 2019年9月29日）
- STVニュース（STVラジオ、不定期  2019年4月1日 - ）
- どさんこワイド179（STV、2019年4月3日 - ）

## イベントMC
- 外国青年による津軽弁大会2007（2007年6月16日・鶴田町国際交流会館）[4]
- 2008・秋 日本原燃ふれあいコンサート（2008年10月29日・青森市文化会館）[5]
- 水と火の祭典 2012つるたまつり（2012年8月16日 - 19日、鶴田町・津軽富士見湖畔）[6]
- あおもり10市大祭典（2013年9月21日 - 23日、八戸市庁前市民広場ほか）[7]